# Ana Tălmăceanu
Ana Tălmăceanu-Dinescu (n.  ?) a fost o solistă a Operei de Stat din București, distinsă cu titlul de artist emerit.

## Distincții
- titlul de Artist Emerit al Republicii Populare Române (28 aprilie 1951)[1]
- Ordinul Muncii clasa a II-a (19 aprilie 1952) „pentru zelul și munca depusă în realizarea spectacolului «Rusalka» la un nivel artistic excepțional”[2]
- Medalia „A cincea aniversare a Republicii Populare Române” (24 decembrie 1952) „pentru lupta și munca duse în vederea făuririi, consolidării și prosperării Republicii Populare Române”[3]
- Ordinul „23 August” clasa a V-a (12 august 1959) „pentru activitate rodnică în dezvoltarea științei și culturii din Republica Populară Romînă”[4]
- Medalia „40 de ani de la înființarea Partidului Comunist din Romînia” (6 mai 1961) „pentru merite în activitatea de partid și întărirea regimului democrat-popular”[5]